# Palpomyia flavoscutellata
Palpomyia flavoscutellata är en tvåvingeart som först beskrevs av Gabriel Strobl 1900.  Palpomyia flavoscutellata ingår i släktet Palpomyia och familjen svidknott.
Artens utbredningsområde är Spanien. Inga underarter finns listade i Catalogue of Life.